# Macroteleia brevigaster
Macroteleia brevigaster är en stekelart som beskrevs av Lubomir Masner 1976. Macroteleia brevigaster ingår i släktet Macroteleia och familjen Scelionidae. Inga underarter finns listade i Catalogue of Life.